# Shaun Wright-Phillips
Shaun Cameron Wright-Phillips (ur. 25 października 1981 w Londynie) – angielski piłkarz występujący na pozycji prawego pomocnika.

## Kariera klubowa
Początkowo w latach 1993–1996 uczęszczał do szkółki piłkarskiej klubu Nottingham Forest. Następnie przeszedł do juniorskiej kadry Manchesteru City, gdzie w roku 1999 został włączony do pierwszej drużyny. W nowym klubie zadebiutował zmieniając Terry’ego Cooke w meczu z Burnley F.C. w Pucharze Ligi Angielskiej. Pierwsze ligowe spotkanie rozegrał 2 miesiące później z drużyną Port Vale F.C. W pierwszym sezonie tam spędzonym nie był podstawowym piłkarzem swojego klubu a Citizens zajęli drugie miejsce w pierwszej dywizji i awansowali do Premier League. Rok później wystąpił już w 15 spotkaniach i zdobył nagrodę Młodego Piłkarza Roku Manchesteru City. Był jej laureatem przez kolejne 3 sezony.
17 lipca 2005 podpisał pięcioletni kontrakt z Chelsea. Kwota transferu wynosiła 21 milionów funtów. Pierwszego gola dla klubu strzelił 5 grudnia 2006 w wygranym 2:0 meczu Ligi Mistrzów z Lewskim Sofia. W pierwszym sezonie tam spędzonym wystąpił w 27 ligowych pojedynkach i został mistrzem Anglii. Zdobył wtedy także Tarczę Wspólnoty. Dwa lata później świętował zdobycie Pucharu Anglii i Pucharu Ligi. Wright-Phillips wystąpił w pięciu spotkaniach Ligi Mistrzów 2007/08, w którym The Blues dotarli do finału, jednak tym spotkaniu nie wystąpił.
28 sierpnia 2008 przeszedł za kwotę 8,5 miliona funtów do swojego wcześniejszego klubu, Manchesteru City. Zadebiutował 31 sierpnia w wygranym 3:0 meczu z Sunderlandem. W tym spotkaniu strzelił 2 bramki.
31 sierpnia 2011 podpisał trzyletni kontrakt z beniaminkiem Premier League Queens Park Rangers.
27 lipca 2015 podpisał kontrakt z New York Red Bulls.

## Kariera reprezentacyjna
Do reprezentacji swojego kraju Wright-Phillis powołany został pierwszy raz na spotkanie z reprezentacją Szwecji, które miało się odbyć 31 marca 2004 roku. Zadebiutował w niej jednak 18 sierpnia w wygranym 3:0 towarzyskim spotkaniu z Ukrainą. Strzelił w tym spotkaniu swoją pierwszą bramkę w kadrze.
W eliminacjach Euro 2008 był podstawowym piłkarzem. Zdobył w nich 2 bramki (w wygranym 3:0 meczu z Izraelem i zakończonym takim samym wynikiem spotkaniu z Estonią). Anglia ostatecznie jednak nie awansowała do turnieju finałowego. Łącznie w barwach narodowych wystąpił 36 razy i 6 razy wpisał się na listę strzelców.

### Gole dla reprezentacji
Gole dla Anglii podawane są w pierwszej kolejności
| # | Data                 | Stadion                   | Przeciwnik | Wynik meczu | Rozgrywki            |
| - | -------------------- | ------------------------- | ---------- | ----------- | -------------------- |
| 1 | 18 sierpnia 2004     | St James’ Park, Newcastle | Ukraina    | 3:0         | mecz towarzyski      |
| 2 | 8 września 2007      | Wembley, Londyn           | Izrael     | 3:0         | eliminacje Euro 2008 |
| 3 | 13 października 2007 | Wembley, Londyn           | Estonia    | 3:0         | eliminacje Euro 2008 |
| 4 | 6 lutego 2008        | Wembley, Londyn           | Szwajcaria | 2:1         | mecz towarzyski      |
| 5 | 14 października 2010 | Wembley, Londyn           | Belgia     | 3:0         | eliminacje MŚ 2010   |
| 6 | 3 marca 2010         | Wembley, Londyn           | Egipt      | 3:1         | mecz towarzyski      |

## Życie prywatne
Shaun Wright-Phillips jest adoptowanym synem Iana Wrighta – byłego piłkarza oraz kawalera Orderu Imperium Brytyjskiego. Jego młodszy brat Bradley jest również piłkarzem.
Żoną Wright-Phillipsa jest Naomi Brown, z którą ma dwójkę dzieci.